# Гринблат, Ромуальд Самуилович
Ромуальд Самуилович Гринблат (латыш. Romualds Grīnblats; 11 апреля 1930, Тверь — 14 августа 1995, Санкт-Петербург) — советский латвийский композитор. Заслуженный деятель искусств РСФСР (1987).

## Биография
Родители — врач Самуил Евсеевич Гринблат (1903—1961) и художник по ткани Сарра Моисеевна Бунцис (1903, Одесса — 1992).
Окончил Латвийскую государственную консерваторию им. Я. Витола (1955) по классу Адольфа Скулте.
Работал на Латвийском радио, в музыкальной редакции Государственного издательства Латвийской ССР.
С середины 1970-х годов жил в Ленинграде.

## Творчество
Автор семи симфоний (1954, 1957, 1964, 1967, 1983, 1990, 1995), фортепианного (1963) и флейтового (1970) концертов, симфонических поэм «Даугава» (1966) и «Баллада» (1966), сюиты «Мольер» для клавесина и струнного оркестра (1973, на основе музыки к пьесе Михаила Булгакова «Кабала святош»), цикла «Упражнения по фонетике» для хора с инструментальным сопровождением (1969, слова Роберта Рождественского), камерной музыки.
Наибольшей известностью, однако, пользовались сценические работы Гринблата. Это, прежде всего, балеты «Ригонда» (1959, по мотивам романа Вилиса Лациса «Потерянная родина») и «Рига» (1965), камерная опера «Дочь брадобрея» (1972). В более лёгком жанре Гринблатом написаны мюзикл «Зелёная птичка» (1970, по Карло Гоцци) и рок-опера «Фламандская легенда» (1978, либретто Юлия Кима по мотивам романа Шарля де Костера «Легенда об Уленшпигеле») для ансамбля «Поющие гитары».
Сочинял также музыку к кинофильмам: «Обманутые» (1961), «Он жив» (1963), «Двое» (1965), «Сломанная подкова» (1973), «Раз, два — горе не беда!» (1988), документальный «Моя Рига» (1960) и другие.
Похоронен на Преображенском еврейском кладбище.

## Звания и награды
- Лауреат Государственной премии Латвийской ССР (1960).
- Заслуженный деятель искусств РСФСР (1987).